# Anisosciadium
- Commons
- Wikispecies

Anisosciadium DC. é um género botânico pertencente à família Apiaceae.
As espécies são endêmicas do Sudoeste Asiático.

## Espécies e subespécies
- Anisosciadium chrysanthum
- Anisosciadium chrysanthum subsp. davisii
- Anisosciadium isolophme
- Anisosciadium isolophum
- Anisosciadium isosciadium
- Anisosciadium lanatum
- Anisosciadium orientale
- Anisosciadium tenuifolium subsp. sibthorpianum